# Tadeusz Żmudziński
Tadeusz Żmudziński (Chorzów, 9 juillet 1924 – Katowice, 17 octobre 1992) est un pianiste et professeur polonais.
En 1946, Żmudziński est diplômé de l'Université de musique de Katowice, où il étudie sous la direction de Władysława Markiewiczówna. L'année suivante, il se perfection auprès d'Imre Ungar, Walter Gieseking et Alfred Cortot. En 1949, il est lauréat du quatrième concours Frédéric-Chopin à Varsovie.
Tadeusz Żmudziński donne en première mondiale plusieurs concertos pour piano, notamment ceux de Boleslaw Szabelski (1976), Robert Nessler (1961) et Krzysztof Meyer (1984). Il était aussi célèbre pour jouer les deux concertos pour piano de Brahms en un récital.
À partir de 1961, il enseigne le piano à l'Académie de Musique de Cracovie, où parmi ses élèves, se trouvent Andrzej Pikul et Mariola Cieniawa et à partir de 1973, il exerce dans son alma mater à Katowice. Quatre fois — en 1975, 1980, 1985 et 1990 — il est membre du jury des concours Chopin et Ferruccio Busoni.